# 蔡克
蔡克（？—307），或作蔡充，字子尼，陳留考城人。蔡邕叔父蔡质玄孙，蔡睦孙，乐平太守蔡德子。《蔡充别传》误作蔡邕玄孙。

## 生平
與同鄉人江統並有名於世。少時好學，博涉書記，工草书。為人公正有誠信，擇友而交，山簡讚其為當時之「正人」。
出仕為成都王司馬穎大將軍記室督，司馬穎為丞相時遷東曹掾，曾與江統等為陸雲向司馬穎求情但不果。永康初為博士，後以朝政日弊辭官。东赢公司马腾任車騎將軍镇守河北，任命他為从事中郎。永嘉元年，汲桑進攻司马腾，城陷，司马腾被殺，蔡克同时遇害。著有文集二卷。有子蔡謨。